# Tiruneš Dibaba
Tiruneš Dibaba (Tirunesh Dibaba), znana tudi kot Tiruneš Dibaba Kenene, etiopska atletinja, * 1. oktober 1985, Čefe, Oromija, Etiopija.
Tekmuje v teku na dolge proge in je svetovna rekorderka v teku na 5.000 m na odprtih prizoriščih. Sodelovala je na atletskem delu Poletnih olimpijskih iger leta 2004, 2008 in 2012.